# Бутан (једињење)
Бутан, пошто има изомере обележава се и са н-бутан, четврти је припадник хомологог реда алкана. Рационална формула бутана је . Бутан се често користи и као назив за н-бутан и за његов изомер 2-метилпропан (познат и под називом изобутан), . Бутан је веома запаљив, слабо растворљив гас.
Име бутан потиче од корена бут- (од бутерне киселине, назване по грчкој речи за путер) и -ане. Открио га је хемичар Едвард Франкланд 1849. године. Едмунд Роналдс је пронашао бутан растворен у сировој нафти 1864. Едмунд Роналдс, који је први описао њена својства.

## Изомери
| Уобичајени назив     | нормални бутан неразгранати бутан -бутан | изобутан -бутан |
| назив                | бутан                                    | метилпропан     |
| Молекуларни дијаграм |                                          |                 |
| Скелетални дијаграм  |                                          |                 |

Ротација око централне C−C везе производи две различите конформације (транс и гаучи) за n-бутан.

## Реакције и примена
Када је кисеоника доступан у изобиљу, бутан сагорева и формира угљен-диоксид и водену пару; када је кисеоник ограничен, могу се формирати и угљеник (чађ) или угљен-моноксид. Бутан је гушћи од ваздуха.
Када има довољно кисеоника:
Када је приступ кисеонику ограничен:
Уколико је ваздух загађен, уместо угљен-диоксида могу настати и чађ или угљен-моноксид. Границе запаљивости у смеси са ваздухом (у запреминским процентима гаса у ваздуху) су 1,9 ÷ 8,5 vol% (уз присуство извора упаљења). Бутан је један од два главна састојка „плина“ („пропан-бутан“, тј. течни нафтни гас — TNG) који се користи за кување, а такође и као погонско гориво за возила („autogas“ — TNG). Услед оштећивања озонског омотача земље од фреона повећава се примена изобутана у расхладним уређајима.
По тежини, бутан садржи око 49,5 MJ/kg (13,8 kWh/kg; 22,5 MJ/lb; 21.300 Btu/lb) или по запремини течности 29,7 мегаџула по литру (8,3 kWh/l; 112 MJ/U.S. gal; 107,000 Btu/U.S. gal).
Максимална температура адијабатског пламена бутана са ваздухом је 2.243 K (1.970 °C; 3.578 °F).
n-Бутан је сировина за Дупонтов каталитички процес за припрему малеинског анхидрида:
n-Бутан, као и сви угљоводоници, подлеже хлорисању слободних радикала дајући и 1-хлоро- и 2-хлоробутане, као и екстензивније хлорисане деривате. Релативна стопа хлорисања се делимично објашњава различитим енергијама дисоцијације везе, 425 и 411 kJ/mol за два типа C-H веза.

## Употребе
Нормални бутан се може користити за блендирање бензина, као гас за гориво, растварач за екстракцију мириса, било сам или у мешавини са пропаном, и као сировина за производњу етилена и бутадиена, кључног састојка синтетичке гуме. Изобутан се првенствено користи у рафинеријама за повећање (повећање) октанског броја моторног бензина.
Када се помеша са пропаном и другим угљоводоницима, може се комерцијално назвати течни нафтни гас, LPG. Он се користи се као компонента бензина, као сировина за производњу базних петрохемикалија у парном крекингу, као гориво за упаљаче за цигарете и као пропелант у аеросолним спрејевима као што су дезодоранси.
Веома чисти облици бутана, посебно изобутан, могу се користити као расхладна средства и у великој мери су заменили халометане који оштећују озонски омотач, на пример у фрижидерима и замрзивачима у домаћинству. Радни притисак система за бутан је нижи него за халометане, као што је Р-12, тако да системи Р-12 као што су системи за климатизацију у аутомобилима, када се претворе у чисти бутан не функционишу оптимално, и стога се мешавина изобутана и пропана користи за давање перформанси система хлађења које су упоредиве са Р-12.
Бутан се такође користи као гориво за упаљаче за уобичајени упаљач или бутански пламеник и продаје се флаширан као гориво за кување, роштиљ и пећи за камповање. Глобалним тржиштем канистера бутана доминирају јужнокорејски произвођачи.
Као гориво, често се меша са малим количинама водоник-сулфида и меркаптана који несагорелом гасу дају непријатан мирис који људски нос лако детектује. На овај начин се лако може идентификовати цурење бутана. Док су водоник сулфид и меркаптани токсични, они су присутни у толико ниским нивоима да опасност од гушења и пожара од бутана постаје проблем далеко пре токсичности. Већина комерцијално доступног бутана такође садржи одређену количину загађујућег уља које се може уклонити филтрацијом, али које ће иначе оставити талог на месту паљења и на крају може блокирати равномеран проток гаса. Бутан који се користи за екстракцију мириса не садржи ове загађиваче, и гасови бутана могу изазвати експлозије гаса у просторима са лошом вентилацијом ако цурење остане непримећено и ако се запали варницом или пламеном. Бутан у свом најчистијем облику се такође користи као растварач у индустријској екстракцији уља канабиса.
- Канистери бутанског гориво за употребу у пећима за камповање
- Бутански упаљач, приказује резервоар течног бутана
- Контејнер аеросол спреја, који може да користи бутан као пропелант
- Боца бутан гаса који се користи за кување

## Ефекти и здравствени проблеми
Удисање бутана може изазвати еуфорију, поспаност, несвестицу, асфиксију, срчану аритмију, флуктуације крвног притиска и привремени губитак памћења, када се злоупотребљава директно из контејнера под високим притиском, и може довести до смрти од гушења и вентрикуларне фибрилације. Он улази у крвоток и у року од неколико секунди изазива интоксикацију. Бутан је најчешће злоупотребљавана испарљива супстанца у Великој Британији и био је узрок 52% смртних случајева повезаних са растварачем 2000. године. Прскањем бутана директно у грло, млаз течности може довести до брзог хлађења на −20 °C (−4 °F) ширењем, изазивајући продужени ларингоспазам. Синдром „изненадне смрти инхалацијом“, који је први описао Бас 1970. године, најчешћи је појединачни узрок смрти узроковане растварачем, што резултира у 55% познатих фаталних случајева.